# 盧邦

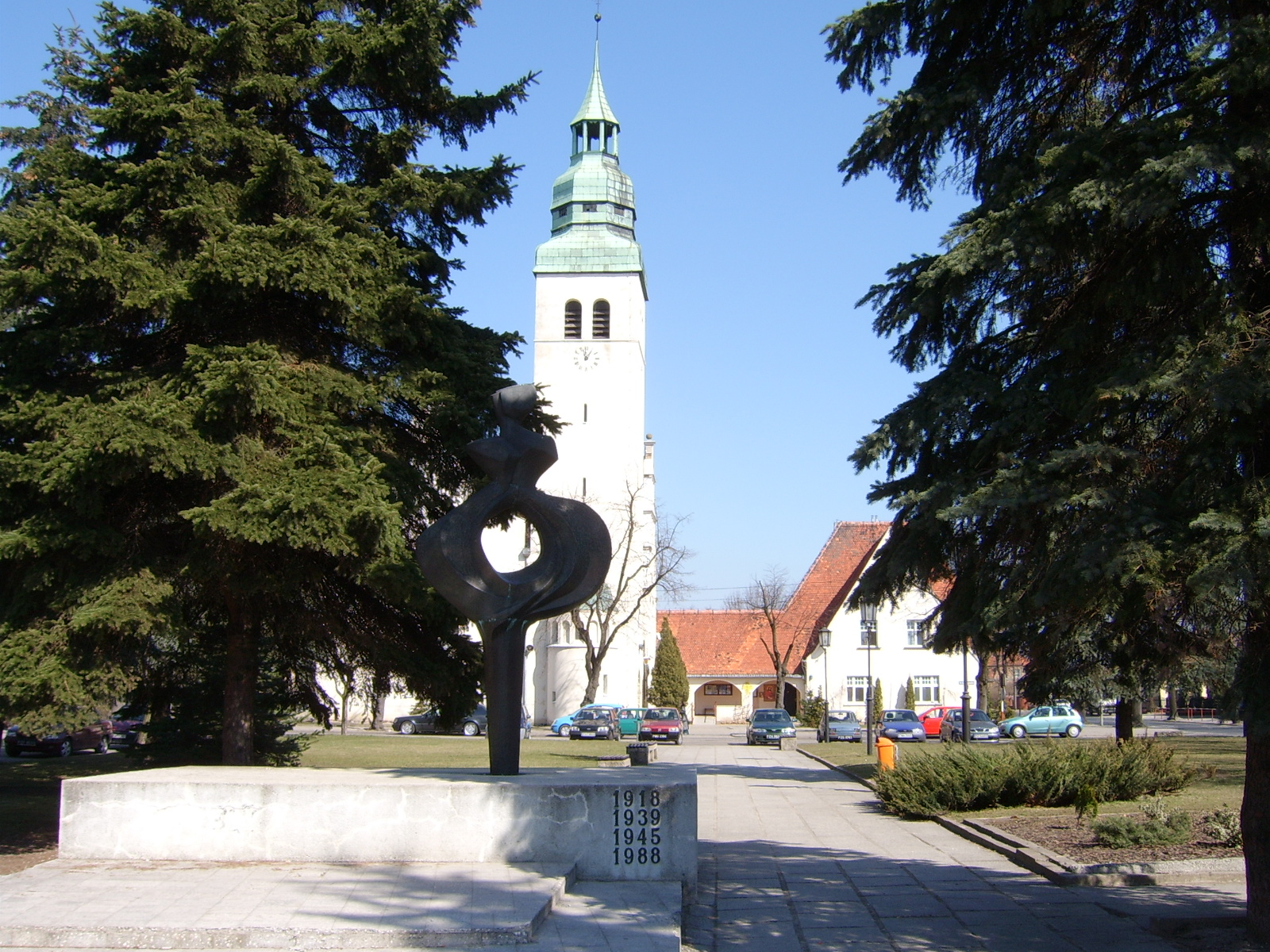

盧邦（波蘭語：Luboń，[ˈlubɔɲ]）是波蘭的城鎮，位於該國西部，距離首府波茲南7.5公里，由大波蘭省負責管轄，始建於十四世紀，面積13.52平方公里，最高點海拔高度83米，2010年人口29,301。

## 外部連結
- 官方网站

52°20′00″N 16°53′00″E / 52.33333°N 16.88333°E